# Casmaria ponderosa
Casmaria ponderosa là một loài ốc biển lớn, là động vật thân mềm chân bụng sống ở biển trong họ Cassidae, họ ốc kim khôi.

## Phân bố
Phân loài Casmaria ponderosa perryi phân bố ở New Zealand